# 三塊厝 (雲林縣二崙鄉)
23°45′07″N 120°23′42″E / 23.752047°N 120.395038°E
三塊厝，是台灣雲林縣二崙鄉的一個傳統地域名稱，位於該鄉南部西端。相較於今日行政區，其範圍大致包括來惠村南端、三和村不含東南端，以及虎尾鎮的墾地里北部邊界地帶中段。

## 歷史
台灣清治末期至日治初期，三塊厝地區為一街庄，稱為「三塊厝庄」，隸屬於布嶼堡。該庄北與惠來厝庄、二崙仔庄為鄰，東與田尾庄為鄰，南邊為北溪厝庄、大墩仔庄，西邊為羅厝庄。。
1901年（日治明治三十四年）11月，全台廢縣廳改設二十廳，該庄隸屬於斗六廳。1903年（明治三十六年）6月，該庄編入「崙背區」，隸屬於斗六廳。1909年（明治四十二年）10月，合併二十廳為十二廳，崙背區改隸屬於嘉義廳。1920年（大正九年），全台地方制度大改正，廢十二廳改設五州二廳，該庄改制為「三塊厝」大字，隸屬於臺南州虎尾郡二崙庄。
戰後二崙庄改制為二崙鄉，隸屬於臺南縣，大字亦改制為村。1950年10月，雲、嘉、南分治，二崙鄉改隸屬雲林縣。

## 聚落
本地區發展較早的聚落有十八張犁、三塊厝、新興、深坑仔田尾、湳仔，在日治期初期的官方地圖上已有記載。此外，本地區尚有頂庄、犁份庄等聚落。

## 交通
縣道154甲線是西螺鎮埔心至崙背的道路，大致以東北東—西南西走向經過本地區西北角附近。由該道路向東北東可前往惠來厝中南部、二崙、社口與永定厝交界地帶、社口、埔心南郊並止於縣道154號大彎道路口；向西南西轉西可前往羅厝中北部、崙背市區並止於縣道156號路口。
縣道156號是麥寮鄉至莿桐鄉饒平的道路，也是雲林縣主要的橫貫道路之一，大致以西北西—東南東走向轉西向東再轉西北微西—東南微東走向經過本地區中部略偏北地帶。由該道路向西北西可前往崙背、麥寮等地；向東南微東可前往西螺南部、莿桐並止於縣道154號路口。
鄉道雲29線是惠來厝至東畔莊的道路，大致以北向南由本地區北部邊界中央略偏西處入境後轉南微東，至三塊厝聚落經縣道156號路口轉東南再轉南再轉西南再轉南，出聚落後續蜿蜒而行以至於本地區南部邊界中央出境。由該道路向北可前往惠來厝並止於惠來厝並止於鄉道雲20線路口；向南可前往大屯子東北部、大屯子與北溪厝交界地帶並止於縣道158號路口。
鄉道雲30線是頂茄塘至湳仔的道路，其西南側端點（終點）位於本地區東部邊界中央地帶外緣的縣道156號路口（田尾地區湳仔聚落西側）。由此向北微西直行可前往二崙西南部、惠來厝東端、二崙市區、永定厝東南端、社口並止於縣道154甲線路口（永定厝地區頂茄塘聚落東郊）。
鄉道雲31線是二崙至十八張犁的道路，其南側端點（終點）位於本地區東部十八張犁聚落的縣道156號路口。由此向北北東直行，出境後可前往惠來厝與二崙交界地帶、二崙市區並止於縣道154甲線舊線（中山路）路口。
鄉道雲90線是新莊仔至吳厝的道路，大致以西向東轉南向北再轉西向東經過本地區南部邊界外不遠處，並與鄉道雲29線相會與三塊厝聚落正南方。由該道路向西可前往新庄子並止於鄉道雲101線路口；向東可前往北溪厝北端、吳厝並止於縣道145號轉角路口。

## 學校
- 三和國小